# Taiojni (Kémerovo)
|  | Per a altres significats, vegeu «Taiojni». |

Таёжный (en rus: Таёжный) és un poble (un possiólok) de l'óblast de Kémerovo, a Rússia, que en el cens del 2010 tenia 1.179 habitants, pertany al districte de Taigà.